# Anne Sauer
Anne Sauer (1 de abril de 1991) es una deportista alemana que compite en esgrima, especialista en la modalidad de florete.
En los Juegos Europeos de Cracovia 2023 consiguió una medalla de bronce en la prueba por equipos. Ganó dos medallas de bronce en el Campeonato Europeo de Esgrima, en los años 2017 y 2022.

## Palmarés internacional
| Juegos Europeos    | Juegos Europeos    | Juegos Europeos   | Juegos Europeos     |
| Año                | Lugar              | Medalla           | Prueba              |
| ------------------ | ------------------ | ----------------- | ------------------- |
| 2023               | Cracovia (Polonia) | Medalla de bronce | Florete por equipos |
| Campeonato Europeo |                    |                   |                     |
| Año                | Lugar              | Medalla           | Prueba              |
| 2017               | Tiflis (Georgia)   | Medalla de bronce | Florete por equipos |
| 2022               | Antalya (Turquía)  | Medalla de bronce | Florete por equipos |